# Стреза

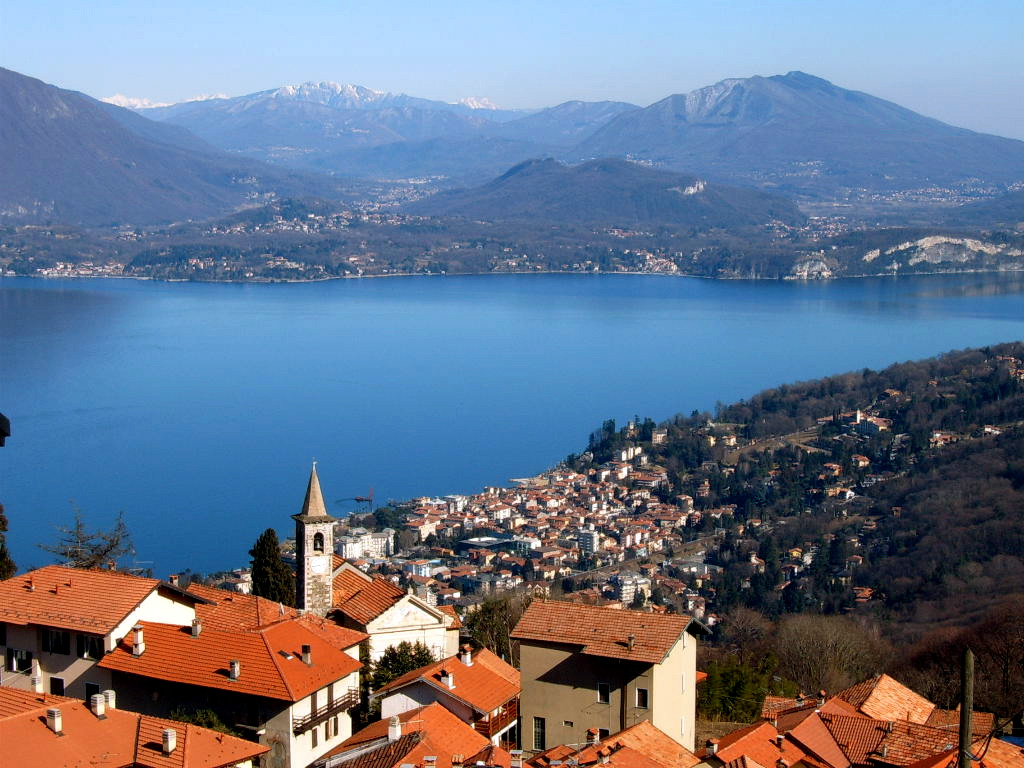
Стреза: вид з дільниці Лево

Стреза (італ. Stresa, п'єм. Stresa) — місто та комуна на півночі Італії, у регіоні П'ємонт, провінція Вербано-Кузіо-Оссола. Місто розташоване на березі озера Маджоре, має автомобільне та залізничне сполучення з перевалом Семпіоне. Починаючи з 20 ст. основним джерелом доходу місцевого населення є туризм. І не даремно, адже Стреза — це перлина озера Маджоре.
Стреза розташована на відстані близько 550 км на північний захід від Рима, 115 км на північний схід від Турина, 6 км на південь від Вербанії.
Населення — 5006 осіб (2014).
Покровитель — Sant'Ambrogio.

## Історія
Перша письмова згадка про Стрезу зафіксована в пергамені 998 року, де місцевість названа «strixia» (термін, ймовірно, лонѓобардського походження, що означає «смуга землі»).
Від 15 ст. це рибальське поселення перебувало у феодальній власності сім'ї Борромео.
Століттями Стреза була місцем відпочинку європейських аристократів, які споруджували тут неповторні вілли. Туристична сфера значно зросла після того, як 1906 року було проведено тунелі під перевалом Семпіоне для залізничного сполучення Стрези зі Швейцарією (Північні Альпи).
Одним із найвідоміших поціновувачів Стрези був Ернест Гемінґвей; частину свого роману «Прощавай, зброє!» він написав у Grand Hotel des Iles Borromees. 2002 року тут проходила X Міжнародна конференція ім. Гемінґвея.
У XX ст. в Стрезі відбувалися конференції:
- 1932 року — конференція з економічних питань (5—20 вересня).
- 1935 року Англія, Франція та Італія оголосили про заснування Фронту Стрези для опору фашистській Німеччині і підтвердження Локарнських договорів.
- 1958 року тут були сформульовані принципи Спільної Агрополітики ЄС [Архівовано 29 листопада 2011 у Wayback Machine.].

Щороку Стреза гостинно приймає «Settimane Musicali» — один із найвідоміших фестивалів класичної музики.

## Адміністративний поділ

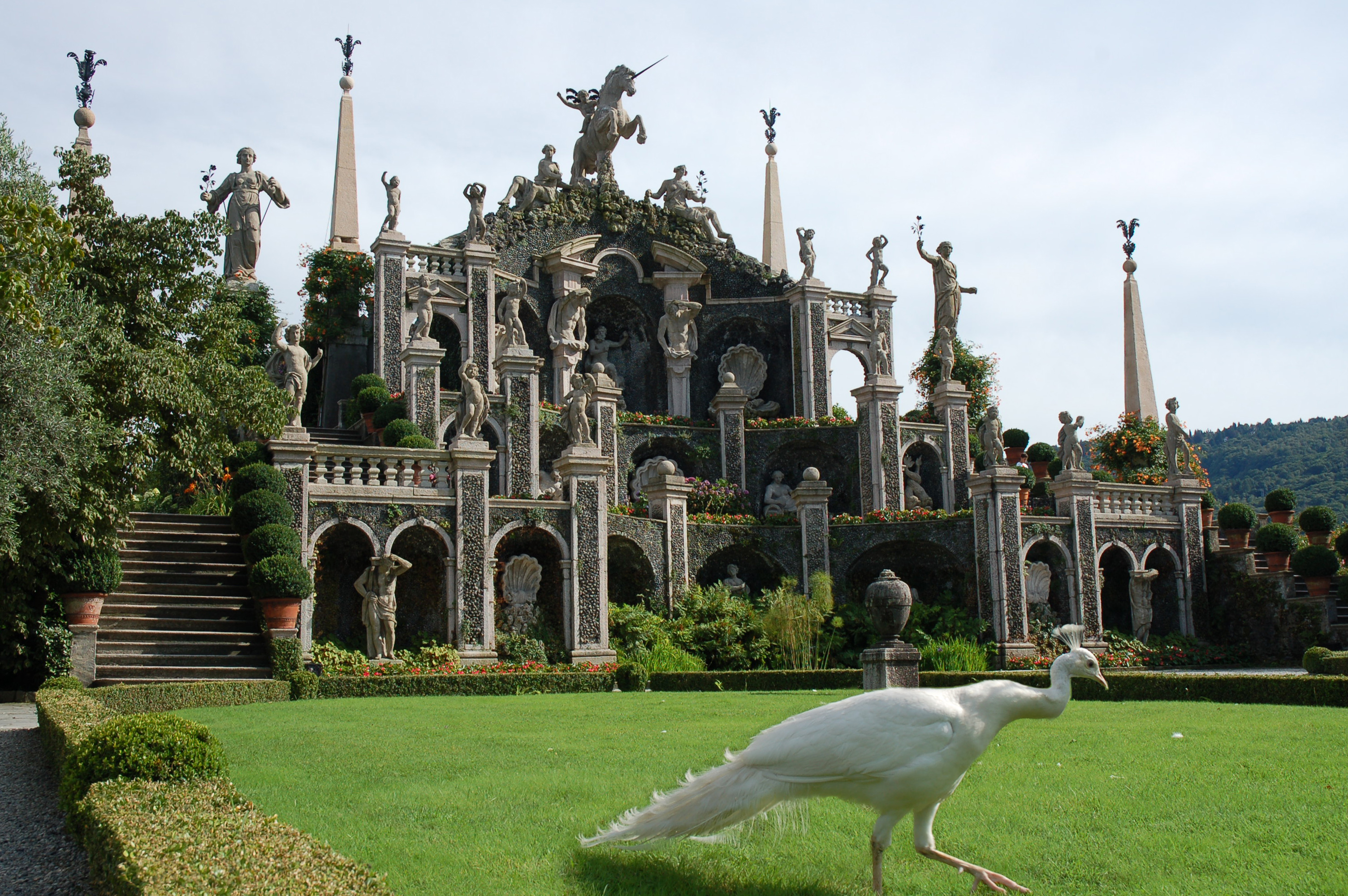
Острівна частина Стрези: острів Белла

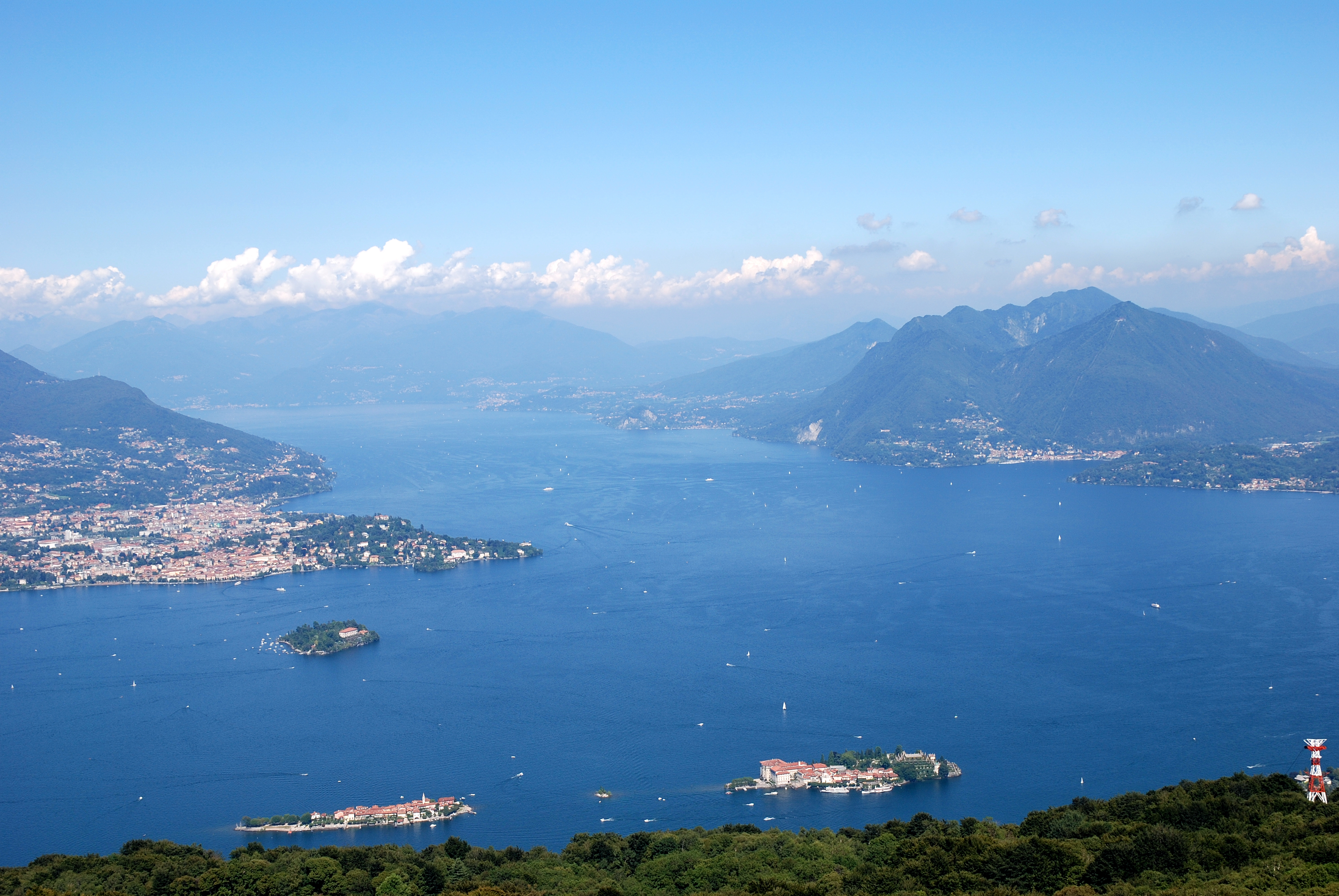
Озеро Маджоре: панорамний вид з г. Моттароне (Стреза) на острови Борромео та Вербанію

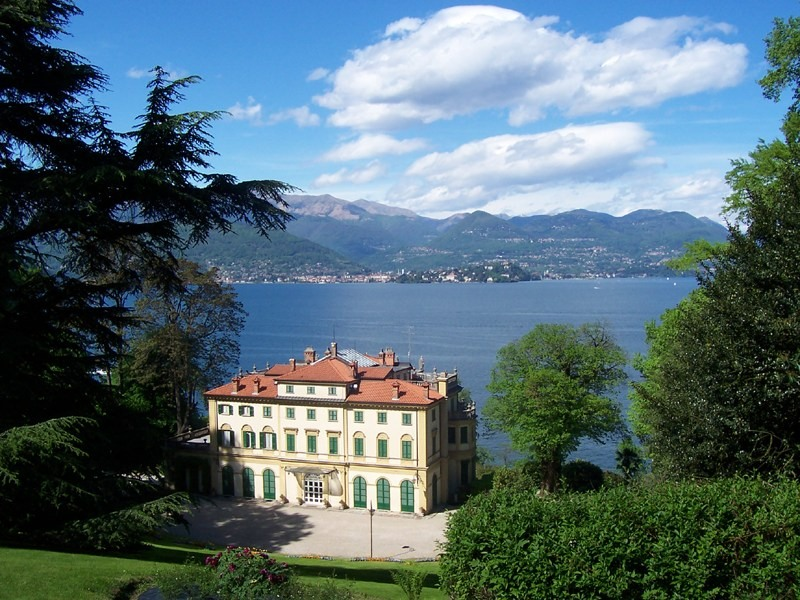
Стреза — Ботанічний парк «Вілла Паллавічіно»

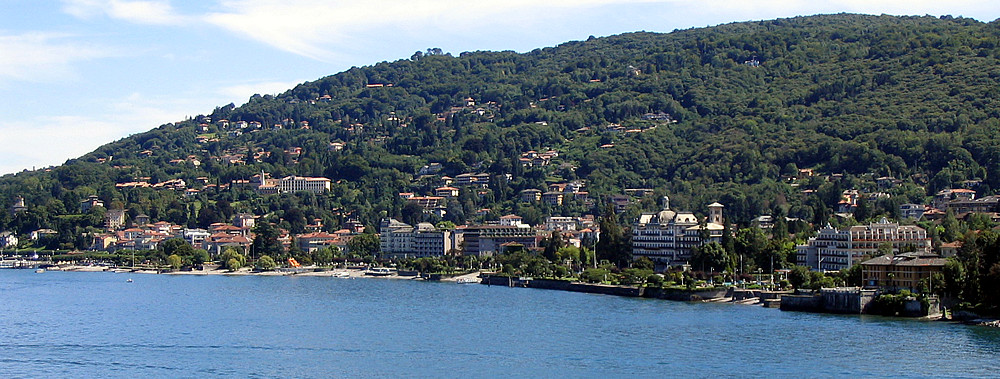
Панорама з островів Борромео на Стрезу

Стреза умовно поділяється на 4 частини:
- острівна частина (три з чотирьох островів Борромео: Мадре, Белла, Рибалок)
- прибережна (історичний центр Стрези і дільниця Карчано)
- горбиста частина, пагорби (такі дільниці — Лево, Бінда, Кампіно, Пассера, Сомераро, Ведаско, Брізіно, Маѓоніно, Фалькетті, Ла Сакка, Мотта дель Санто, Ле Сале, Пратолунґо, Сан Джованні)
- гірська (Альпіно, популярний гірськолижний курорт Моттароне та ботанічний сад «Альпінія»)

## Демографія

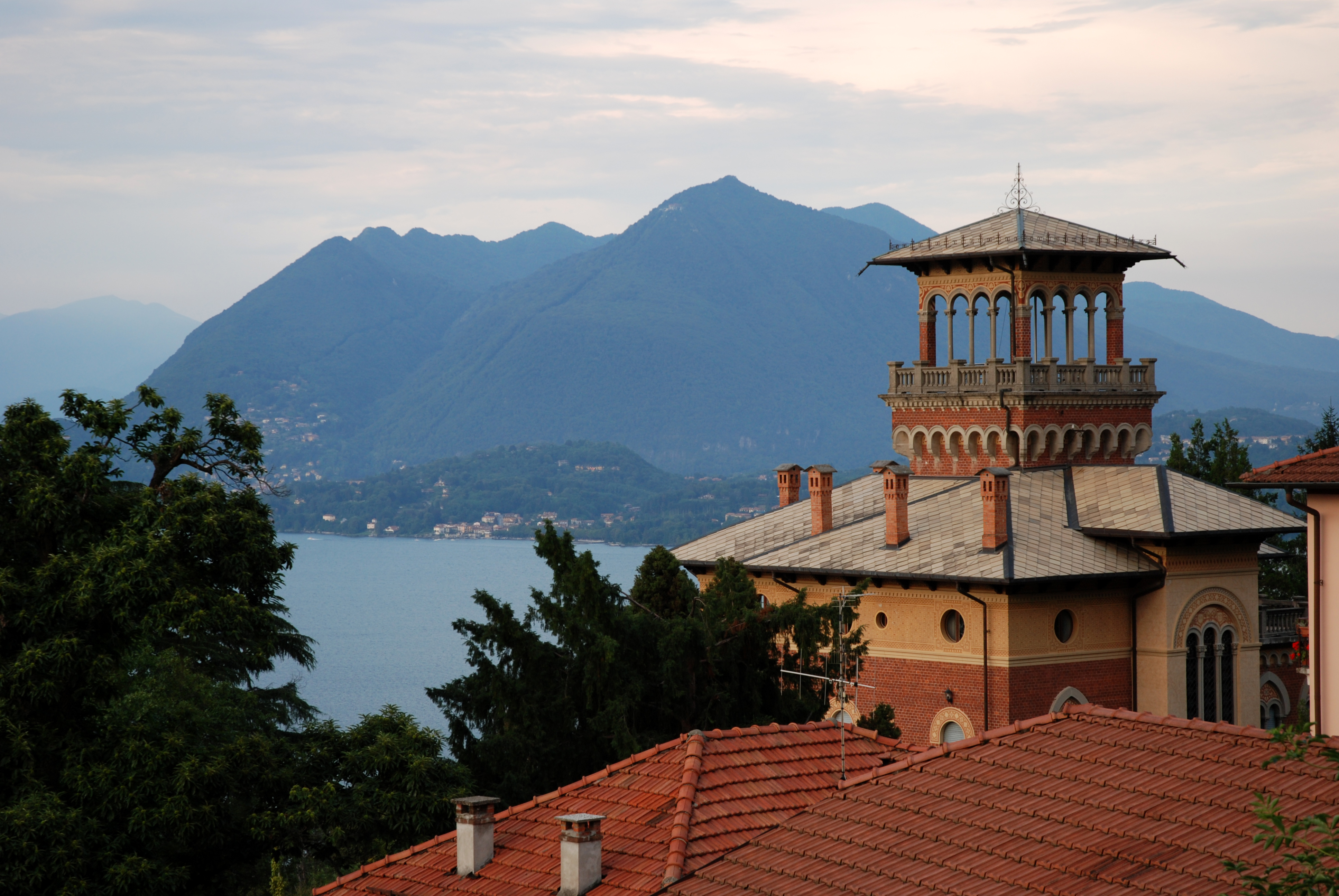
Панорами Стрези

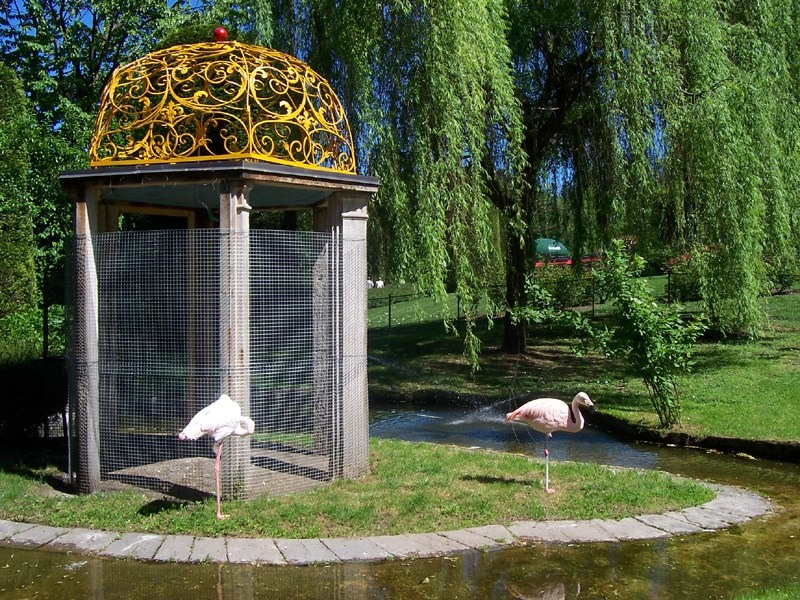
Вілла Паллавічіно

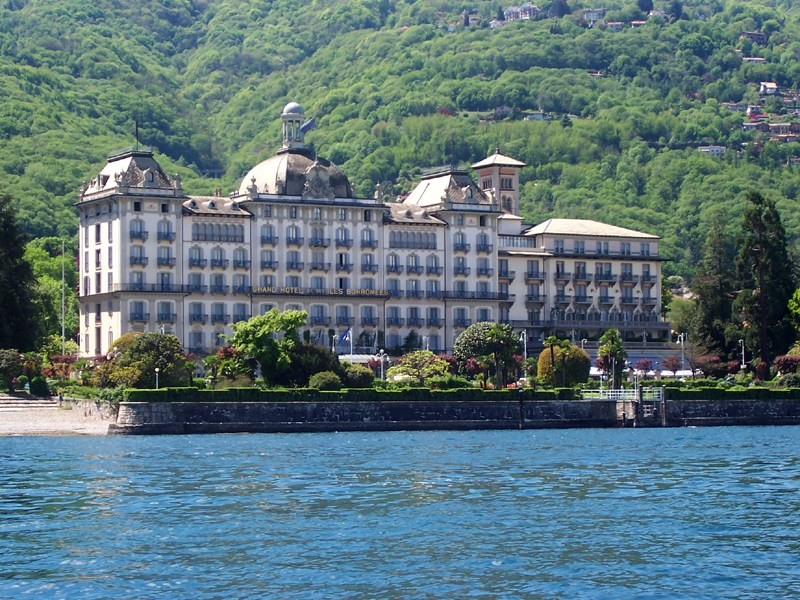
Grand Hotel

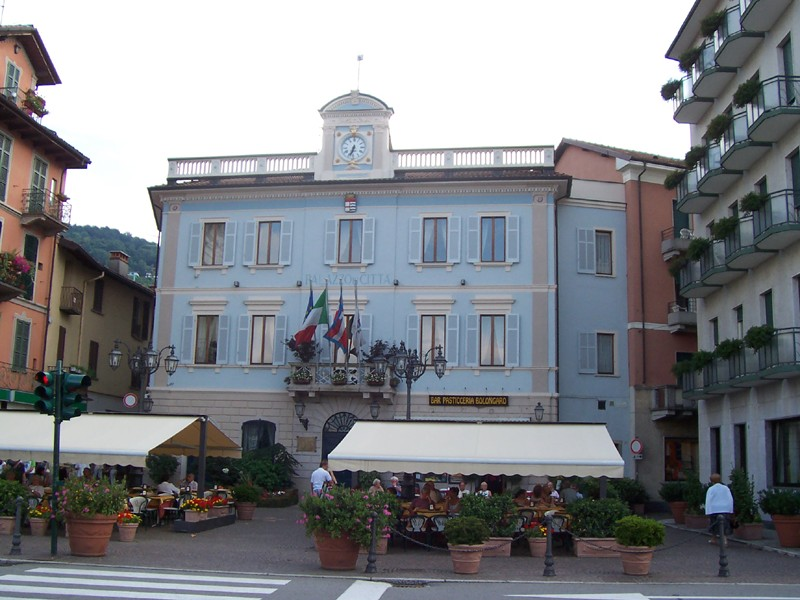
Municipio

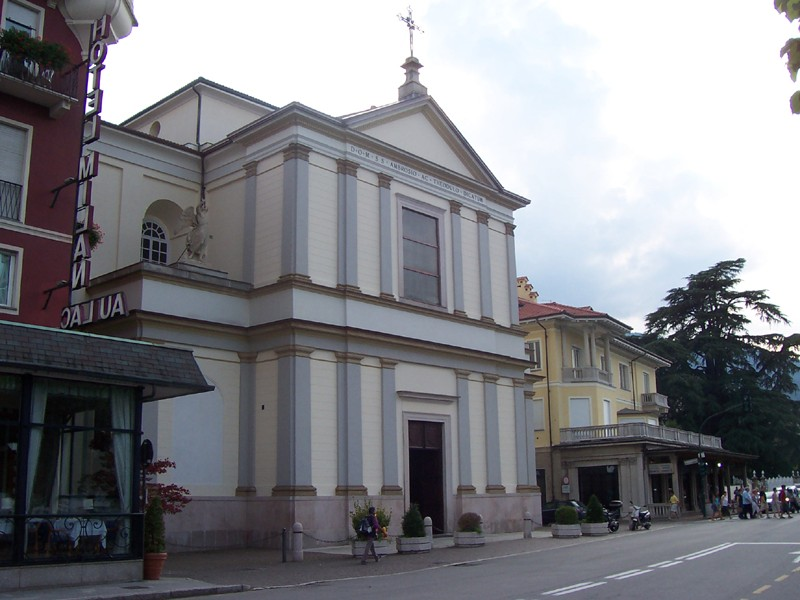
Церква св. Амброзія

Населення за роками:

Станом на 1 січня 2023 року в муніципалітеті офіційно проживали 594 іноземці з 59 країн, серед них 98 громадян країн Євросоюзу та 125 громадян України.

## Архітектура
- Вілла Дукале (з іт. Villa Ducale — Герцогська вілла), збудована 1770 р. на замовлення Джакомо Філіппо Болонгаро. З 1848 р. вілла переходить у власність італійського філософа Антоніо Росміні-Сербаті. Сьогодні в приміщенні вілли знаходиться Міжнародний дослідницький центр ім. Росміні.
- Вілла Дель'Орто (з іт. Villa Dell'Orto), зведена в 1900 р. архітектором Боффі на замовлення художника Ліберто Дель'Орто.
- Вілла Паллавічіно (Villa Pallavicino, розташована між Стрезою і Бельджірате) — створена за задумом Руджеро Бонґі в 1850 рр. , містить ботанічний та зоологічний парк.
- Вілла "Амалія" архіт. Берноккі (стиль імперський; рік створення — 1800)
- Вілла "Карлоттіна Марѓеріта" (стиль ліберті; 1800 р.)
- Вілла "Кастеллі" (1900 р.)
- Вілла "Дейзі" Капуччі-Лабадіні (стиль середньовічний; 1900 р.)
- Вілла "Дора" (стиль ліберті ; 1870 р.)
- Вілла Ексельсіор-Ніобе-Лупа (стиль неокастильський; 1880 р.)
- Вілла Ѓалімберті-Берноккі (стиль ліберті; 1906 р.)
- Вілла Ломелліні-Каппа-Легора (стиль кастильський; 1870 р.)
- Вілла Мага - дель'Орто (1900 р.)
- Вілла «Ла Палаццола» (1890 р.)
- Вілла "Іслер" (1860 р.)
- Вілла "Трентіналья" (стиль кастильський; 1905 р.)
- Вілла Віньоло "Домус" (1830 р.)
- Вілла Дзінеллі (стиль ліберті)
- Вілла Берніні (1914 р.)
- Палац Борромео (острів Белла)

## Цікаві факти
- марґеріттіне (Le Margheritine) — типові стрезіанські солодощі. Були виготовленні 1857 р. кондитером П'єро Антоніо Болонгаро на пошану принцеси Маргарити Савойської (майбутньої королеви Італії), що гостювала в цей час в Герцогській віллі (Villa Ducale[недоступне посилання з липня 2019]) в Стрезі.
- Стреза була першим містом, де відбувався фінал конкурсу краси «Міс Італія»
- Два пірси з великим арсеналом поромів, катерів, човнів забезпечують регулярне сполучення по воді з островами Борромео, Вербанією, Лавено-Момбелло, та ін. А на фунікулері (funivia) можна опинитися в ботанічному саді Альпінія та досягнути вершини гори Моттароне.

## Видатні особистості
- Кіереѓо Нуцці, скульпторка та художниця
- Клементе Ребора, пресвітер і поет
- Антоніо Росміні-Сербаті, філософ та блаженний, помер в Стрезі 1 липня 1855 р, де і похований.

## Сусідні комуни

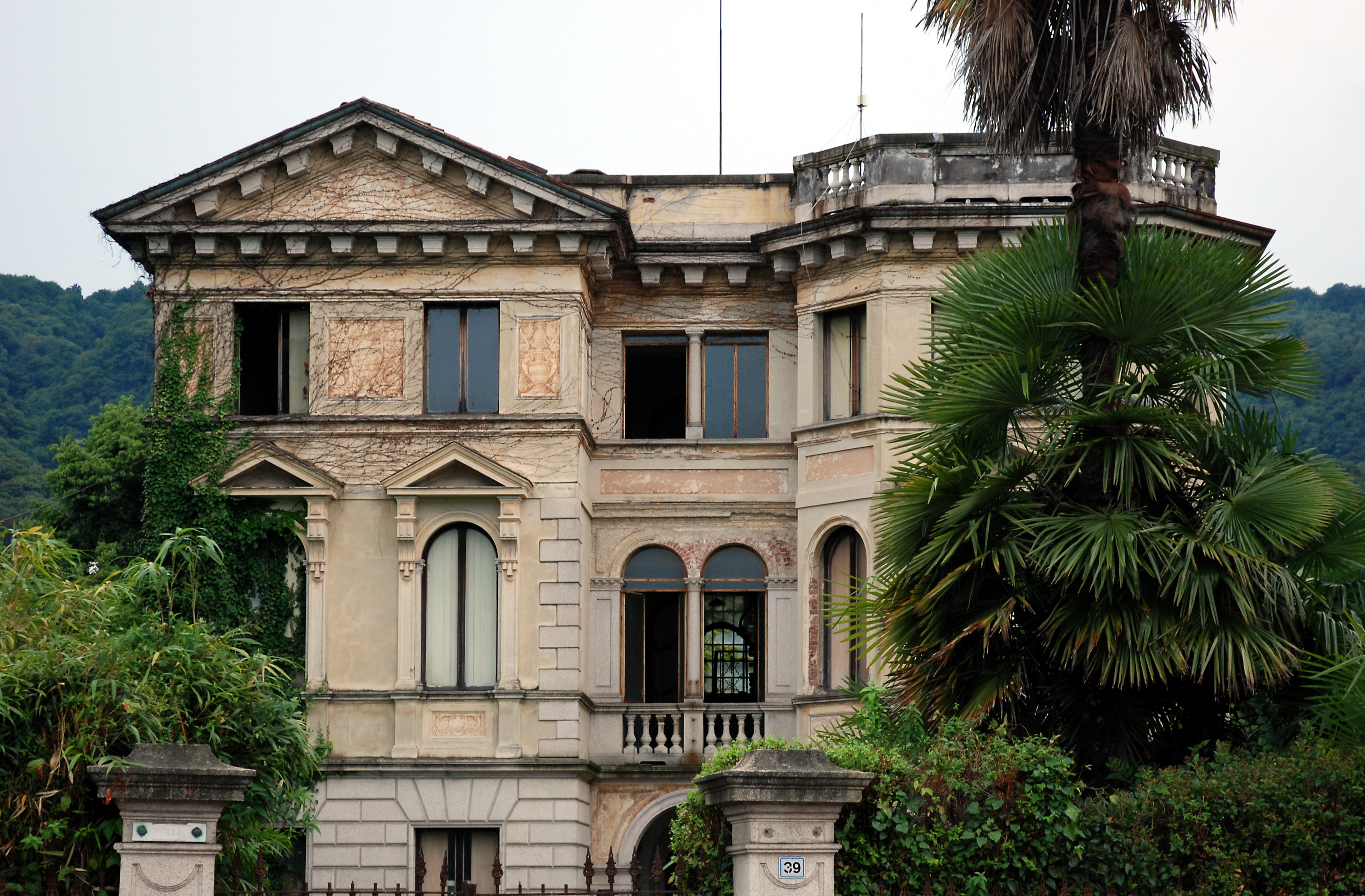
Вілли Стрези
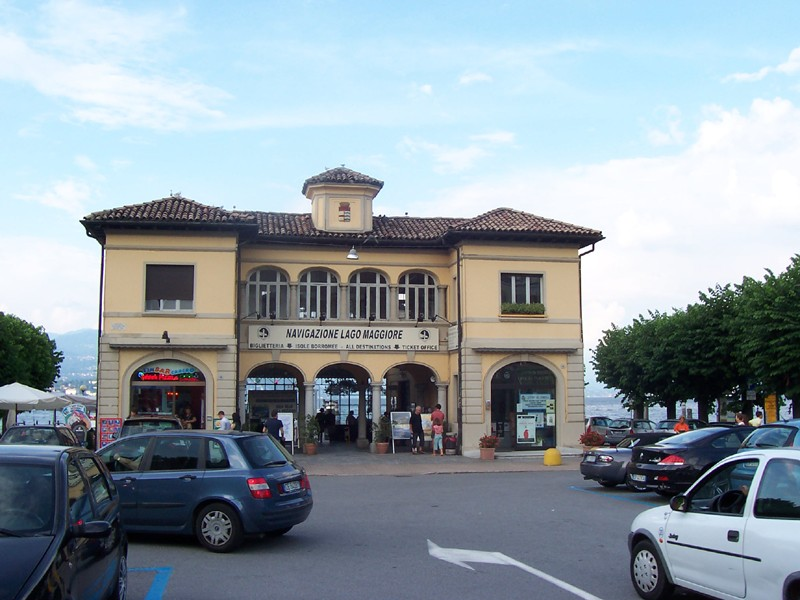
Стреза, імбаркадеро

- Бавено
- Бельджирате
- Бровелло-Карпуньїно
- Джиньєзе
- Гравеллона-Точе
- Лавено-Момбелло
- Леджуно
- Леза
- Оменья
- Вербанія

- Вілли Стрези
- Стреза, імбаркадеро[7]